# Grande Prêmio da Malásia de Motovelocidade
O Grande Prêmio da Malásia de MotoGP é um evento motociclístico que faz parte do mundial de MotoGP. 

## Vencedores do Grande Prêmio da Malásia de MotoGP
| Ano  | Pista     | Moto3                                    | Moto3                                    | Moto2                                    | Moto2                                    | MotoGP                                   | MotoGP                                   | Resumo                                   |
| Ano  | Pista     | Piloto                                   | Moto                                     | Piloto                                   | Moto                                     | Piloto                                   | Moto                                     | Resumo                                   |
| ---- | --------- | ---------------------------------------- | ---------------------------------------- | ---------------------------------------- | ---------------------------------------- | ---------------------------------------- | ---------------------------------------- | ---------------------------------------- |
| 2024 | Sepang    | David Alonso                             | CFMoto                                   | Celestino Vietti                         | Kalex                                    | Francesco Bagnaia                        | Ducati                                   | Detalhes                                 |
| 2023 | Sepang    | Collin Veijer                            | Husqvarna                                | Fermín Aldeguer                          | Boscoscuro                               | Enea Bastianini                          | Ducati                                   | Detalhes                                 |
| 2022 | Sepang    | John McPhee                              | Husqvarna                                | Tony Arbolino                            | Kalex                                    | Francesco Bagnaia                        | Ducati                                   | Detalhes                                 |
| 2021 | Sepang    | Cancelado devido à Pandemia de COVID-19. | Cancelado devido à Pandemia de COVID-19. | Cancelado devido à Pandemia de COVID-19. | Cancelado devido à Pandemia de COVID-19. | Cancelado devido à Pandemia de COVID-19. | Cancelado devido à Pandemia de COVID-19. | Cancelado devido à Pandemia de COVID-19. |
| 2020 | Sepang    | Cancelado devido à Pandemia de COVID-19. | Cancelado devido à Pandemia de COVID-19. | Cancelado devido à Pandemia de COVID-19. | Cancelado devido à Pandemia de COVID-19. | Cancelado devido à Pandemia de COVID-19. | Cancelado devido à Pandemia de COVID-19. | Cancelado devido à Pandemia de COVID-19. |
| 2019 | Sepang    | Lorenzo Dalla Porta                      | Honda                                    | Brad Binder                              | KTM                                      | Maverick Viñales                         | Yamaha                                   | Detalhes                                 |
| 2018 | Sepang    | Jorge Martin                             | Honda                                    | Luca Marini                              | Kalex                                    | Marc Marquez                             | Honda                                    | Detalhes                                 |
| 2017 | Sepang    | Joan Mir                                 | Honda                                    | Miguel Oliveira                          | KTM                                      | Andrea Dovizioso                         | Ducati                                   | Detalhes                                 |
| 2016 | Sepang    | Francesco Bagnaia                        | Mahindra                                 | Johann Zarco                             | Kalex                                    | Andrea Dovizioso                         | Ducati                                   | Detalhes                                 |
| 2015 | Sepang    | Miguel Oliveira                          | KTM                                      | Johann Zarco                             | Kalex                                    | Dani Pedrosa                             | Honda                                    | Detalhes                                 |
| 2014 | Sepang    | Efrén Vázquez                            | Honda                                    | Maverick Viñales                         | Kalex                                    | Marc Márquez                             | Honda                                    | Detalhes                                 |
| 2013 | Sepang    | Luis Salom                               | KTM                                      | Esteve Rabat                             | Kalex                                    | Dani Pedrosa                             | Honda                                    | Detalhes                                 |
| 2012 | Sepang    | Sandro Cortese                           | KTM                                      | Alex De Angelis                          | FTR                                      | Dani Pedrosa                             | Honda                                    | Detalhes                                 |
| Ano  | Pista     | 125 cc                                   | 125 cc                                   | Moto2                                    | Moto2                                    | MotoGP                                   | MotoGP                                   | Resumo                                   |
| Ano  | Pista     | Piloto                                   | Moto                                     | Piloto                                   | Moto                                     | Piloto                                   | Moto                                     | Resumo                                   |
| 2011 | Sepang    | Maverick Viñales                         | Aprilia                                  | Thomas Lüthi                             | Suter                                    | Corrida cancelada                        | Corrida cancelada                        | Detalhes                                 |
| 2010 | Sepang    | Marc Márquez                             | Derbi                                    | Roberto Rolfo                            | Suter                                    | Valentino Rossi                          | Yamaha                                   | Detalhes                                 |
| Ano  | Pista     | 125 cc                                   | 125 cc                                   | 250 cc                                   | 250 cc                                   | MotoGP                                   | MotoGP                                   | Resumo                                   |
| Ano  | Pista     | Piloto                                   | Moto                                     | Piloto                                   | Moto                                     | Piloto                                   | Moto                                     | Resumo                                   |
| 2009 | Sepang    | Julián Simón                             | Aprilia                                  | Hiroshi Aoyama                           | Honda                                    | Casey Stoner                             | Ducati                                   | Detalhes                                 |
| 2008 | Sepang    | Gabor Talmacsi                           | Aprilia                                  | Alvaro Bautista                          | Aprilia                                  | Valentino Rossi                          | Yamaha                                   | Detalhes                                 |
| 2007 | Sepang    | Gabor Talmacsi                           | Aprilia                                  | Hiroshi Aoyama                           | KTM                                      | Casey Stoner                             | Ducati                                   | Detalhes                                 |
| 2006 | Sepang    | Alvaro Bautista                          | Aprilia                                  | Jorge Lorenzo                            | Aprilia                                  | Valentino Rossi                          | Yamaha                                   | Detalhes                                 |
| 2005 | Sepang    | Thomas Lüthi                             | Honda                                    | Casey Stoner                             | Aprilia                                  | Loris Capirossi                          | Ducati                                   | Detalhes                                 |
| 2004 | Sepang    | Casey Stoner                             | KTM                                      | Daniel Pedrosa                           | Honda                                    | Valentino Rossi                          | Yamaha                                   | Detalhes                                 |
| 2003 | Sepang    | Daniel Pedrosa                           | Honda                                    | Toni Elías                               | Aprilia                                  | Valentino Rossi                          | Honda                                    | Detalhes                                 |
| 2002 | Sepang    | Arnaud Vincent                           | Aprilia                                  | Fonsi Nieto                              | Aprilia                                  | Max Biaggi                               | Yamaha                                   | Detalhes                                 |
| Ano  | Pista     | 125 cc                                   | 125 cc                                   | 250 cc                                   | 250 cc                                   | 500 cc                                   | 500 cc                                   | Resumo                                   |
| Ano  | Pista     | Piloto                                   | Moto                                     | Piloto                                   | Moto                                     | Piloto                                   | Moto                                     | Resumo                                   |
| 2001 | Sepang    | Youichi Ui                               | Derbi                                    | Daijiro Kato                             | Honda                                    | Valentino Rossi                          | Honda                                    | Detalhes                                 |
| 2000 | Sepang    | Roberto Locatelli                        | Aprilia                                  | Shinya Nakano                            | Yamaha                                   | Kenny Roberts, Jr.                       | Suzuki                                   | Detalhes                                 |
| 1999 | Sepang    | Masao Azuma                              | Honda                                    | Loris Capirossi                          | Honda                                    | Kenny Roberts, Jr.                       | Suzuki                                   | Detalhes                                 |
| 1998 | Johor     | Noboru Ueda                              | Honda                                    | Tetsuya Harada                           | Aprilia                                  | Michael Doohan                           | Honda                                    | Detalhes                                 |
| 1997 | Shah Alam | Valentino Rossi                          | Aprilia                                  | Max Biaggi                               | Honda                                    | Michael Doohan                           | Honda                                    | Detalhes                                 |
| 1996 | Shah Alam | Stefano Perugini                         | Aprilia                                  | Max Biaggi                               | Aprilia                                  | Luca Cadalora                            | Honda                                    | Detalhes                                 |
| 1995 | Shah Alam | Garry McCoy                              | Honda                                    | Max Biaggi                               | Aprilia                                  | Michael Doohan                           | Honda                                    | Detalhes                                 |
| 1994 | Shah Alam | Noboru Ueda                              | Honda                                    | Max Biaggi                               | Aprilia                                  | Michael Doohan                           | Honda                                    | Detalhes                                 |
| 1993 | Shah Alam | Dirk Raudies                             | Honda                                    | Nobuatsu Aoki                            | Honda                                    | Wayne Rainey                             | Yamaha                                   | Detalhes                                 |
| 1992 | Shah Alam | Alessandro Gramigni                      | Aprilia                                  | Luca Cadalora                            | Honda                                    | Michael Doohan                           | Honda                                    | Detalhes                                 |
| 1991 | Shah Alam | Loris Capirossi                          | Honda                                    | Luca Cadalora                            | Honda                                    | John Kocinski                            | Yamaha                                   | Detalhes                                 |

Notas
1. ↑  A corrida de 2011 de MotoGP foi cancelada devido ao acidente na segunda volta que causou a morte a Marco Simoncelli. Dado que apenas um volta foi completada, os pilotos não se classificaram (pelos regulamentos tinham de cumprir no mínimo 3 voltas completas.

### Múltiplas Vitórias (pilotos)
| Nº Vit | Piloto             | Vitórias  | Vitórias                     |
| Nº Vit | Piloto             | Categoria | Anos Vitórias                |
| ------ | ------------------ | --------- | ---------------------------- |
| 7      | Valentino Rossi    | MotoGP    | 2003, 2004, 2006, 2008, 2010 |
| 7      | Valentino Rossi    | 500 cc    | 2001                         |
| 7      | Valentino Rossi    | 125 cc    | 1997                         |
| 5      | Michael Doohan     | 500 cc    | 1992, 1994, 1995, 1997, 1998 |
| 5      | Max Biaggi         | MotoGP    | 2002                         |
| 5      | Max Biaggi         | 250cc     | 1994, 1995, 1996, 1997       |
| 5      | Dani Pedrosa       | MotoGP    | 2012, 2013                   |
| 5      | Dani Pedrosa       | 250 cc    | 2004                         |
| 5      | Dani Pedrosa       | 125 cc    | 2003                         |
| 4      | Casey Stoner       | MotoGP    | 2007, 2009                   |
| 4      | Casey Stoner       | 250 cc    | 2005                         |
| 4      | Casey Stoner       | 125 cc    | 2004                         |
| 3      | Luca Cadalora      | 500 cc    | 1996                         |
| 3      | Luca Cadalora      | 250 cc    | 1991, 1992                   |
| 3      | Loris Capirossi    | MotoGP    | 2005                         |
| 3      | Loris Capirossi    | 250 cc    | 1999                         |
| 3      | Loris Capirossi    | 125 cc    | 1991                         |
| 3      | Maverick Viñales   | MotoGP    | 20119                        |
| 3      | Maverick Viñales   | Moto2     | 2014                         |
| 3      | Maverick Viñales   | 125 cc    | 2011                         |
| 3      | Marc Márquez       | MotoGP    | 2014, 2018                   |
| 3      | Marc Márquez       | 125 cc    | 2010                         |
| 2      | Noboru Ueda        | 125 cc    | 1994, 1998                   |
| 2      | Kenny Roberts, Jr. | 500 cc    | 1999, 2000                   |
| 2      | Alvaro Bautista    | 250 cc    | 2008                         |
| 2      | Alvaro Bautista    | 125 cc    | 2006                         |
| 2      | Gabor Talmacsi     | 125 cc    | 2007, 2008                   |
| 2      | Hiroshi Aoyama     | 250 cc    | 2007, 2009                   |
| 2      | Thomas Lüthi       | Moto2     | 2011                         |
| 2      | Thomas Lüthi       | 125 cc    | 2005                         |
| 2      | Johann Zarco       | Moto2     | 2015, 2016                   |
| 2      | Miguel Oliveira    | Moto2     | 2017                         |
| 2      | Miguel Oliveira    | Moto3     | 2015                         |
| 2      | Andrea Dovizioso   | MotoGP    | 2016, 2017                   |

### Múltiplas Vitórias (construtores)
| Nº Vit | Piloto    | Construtor | Construtor                                                 |
| Nº Vit | Piloto    | Categoria  | Anos Vitórias                                              |
| ------ | --------- | ---------- | ---------------------------------------------------------- |
| 33     | Honda     | MotoGP     | 2003, 2012, 2013, 2014, 2015, 2018                         |
| 33     | Honda     | 500 cc     | 1992, 1994, 1995, 1996, 1997, 1998, 2001                   |
| 33     | Honda     | 250 cc     | 1991, 1992, 1993, 1997, 1999, 2001, 2004, 2009             |
| 33     | Honda     | Moto3      | 2014, 2017, 2018, 2019                                     |
| 33     | Honda     | 125 cc     | 1991, 1993, 1994, 1995, 1998, 1999, 2003, 2005             |
| 19     | Aprilia   | 250 cc     | 1994, 1995, 1996, 1998, 2002, 2003, 2005, 2006, 2008       |
| 19     | Aprilia   | 125 cc     | 1992, 1996, 1997, 2000, 2002, 2006, 2007, 2008, 2009, 2011 |
| 9      | Yamaha    | MotoGP     | 2002, 2004, 2006, 2008, 2010, 2019                         |
| 9      | Yamaha    | 500 cc     | 1991, 1993                                                 |
| 9      | Yamaha    | 250 cc     | 2000                                                       |
| 7      | KTM       | Moto2      | 2017, 2019                                                 |
| 7      | KTM       | 250 cc     | 2007                                                       |
| 7      | KTM       | Moto3      | 2012, 2013, 2015                                           |
| 7      | KTM       | 125 cc     | 2004                                                       |
| 7      | Ducati    | MotoGP     | 2005, 2007, 2009, 2016, 2017, 2022, 2023                   |
| 6      | Kalex     | Moto2      | 2013, 2014, 2015, 2016, 2018, 2022                         |
| 2      | Suzuki    | 500 cc     | 1999, 2000                                                 |
| 2      | Derbi     | 125 cc     | 2001, 2010                                                 |
| 2      | Suter     | Moto2      | 2010, 2011                                                 |
| 2      | Husqvarna | Moto3      | 2022, 2023                                                 |